# Johannes Hermanus Koekkoek

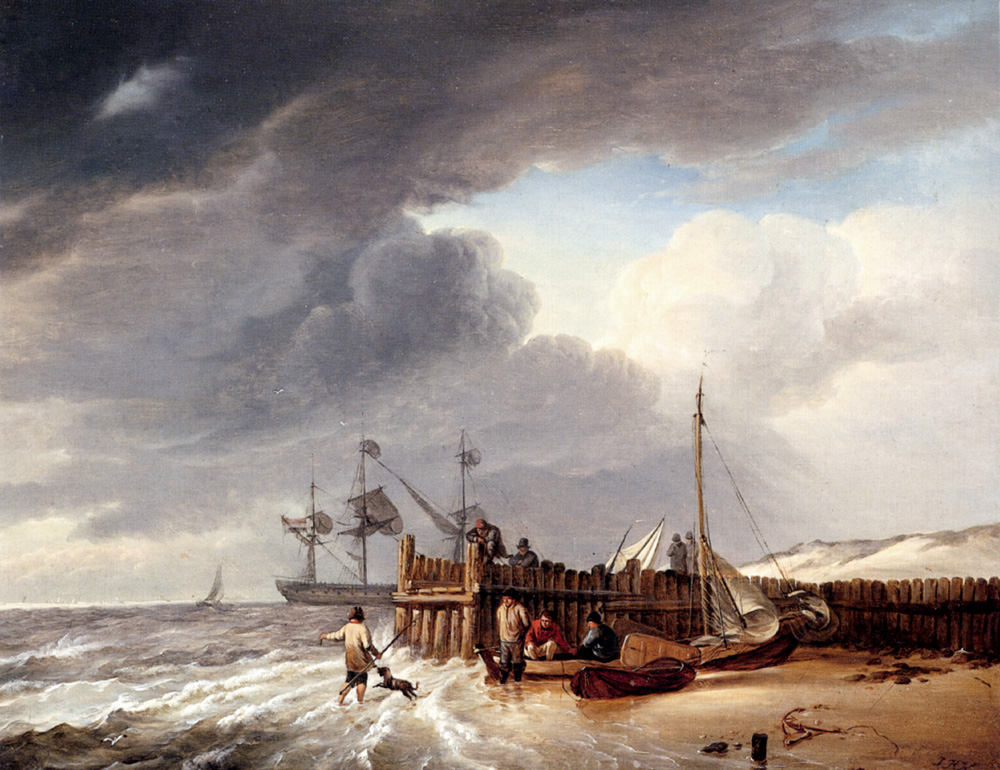
Na plaży, 1823

Johannes Hermanus Koekkoek (ur. 17 sierpnia 1778 w Veere, zm. 9 stycznia 1851 w Amsterdamie) – niderlandzki malarz marynista. Protoplasta znanej rodziny holenderskich malarzy. Miał czterech synów, z których najbardziej znany był pejzażysta Barend Cornelis Koekkoek.